# CCN Factory Racing
Das Team CCN Factory Racing ist ein belarusisches Radsportteam mit Sitz in Minsk. 
Das Team wurde zur Saison 2019 zunächst als ukrainisches UCI Continental Team gegründet, seit 2020 hat das Team seinen Sitz in Belarus. Zur Saison 2021 wurde auch ein Frauenteam als UCI Women’s Continental Team registriert.
Im Zuge der Sanktionen gegen Belarus aufgrund des Russisch-Ukrainischen Krieges wurde dem Team am 1. März 2022 durch die UCI die Lizenz als Continental Team entzogen.

## Erfolge
2019
| Datum        | Rennen                               | Kat. | Fahrer                        |
| ------------ | ------------------------------------ | ---- | ----------------------------- |
| 22. November | sechste Etappe Tour of Fuzhou        | 2.1  | Sainbajaryn Dschambaldschamts |
| 23. Juni     | NM Mongolei – Straßenrennen          | NC   | Narankhuu Baterdene           |
| 21. Juni     | NM Mongolei – Einzelzeitfahren (U23) | NC   | Tegshbayar Batsaikhan         |

2020
- keine -
2021
- keine -

## Platzierungen in der UCI-Weltrangliste
| Saison | Mannschaftswertung | Fahrerwertung                        |
| ------ | ------------------ | ------------------------------------ |
| 2019   | 141.               | Sainbajaryn Dschambaldschamts (773.) |
| 2020   | 96.                | Oskar Nisu (640.)                    |
| 2021   | 163.               | Vladyslav Pohorelov (1988.)          |